# International Journal of Intelligence and Counterintelligence
Journal of Intelligence and Counterintelligence (ISO 4: Int. J. Intell. Counterintell.; Eigenschreibweise mit Binnenmajuskel International Journal of Intelligence and CounterIntelligence) ist seit 1986 eine vierteljährliche wissenschaftliche Fachzeitschrift zum Thema Nachrichtendienste mit Peer Review in englischer Sprache. Verlag ist Routledge in der Gruppe Taylor & Francis. Jan-Hendrik Dietrich ist, als einzige Person aus Deutschland, Mitglied im Beirat der Redaktion.